# Minduri
Minduri là một đô thị thuộc bang Minas Gerais, Brasil. Đô thị này có diện tích 220,425 km², dân số năm 2007 là 3603 người, mật độ 17,3 người/km².